# قضية تشان هيانج لينج كولن ضد المدعي العام

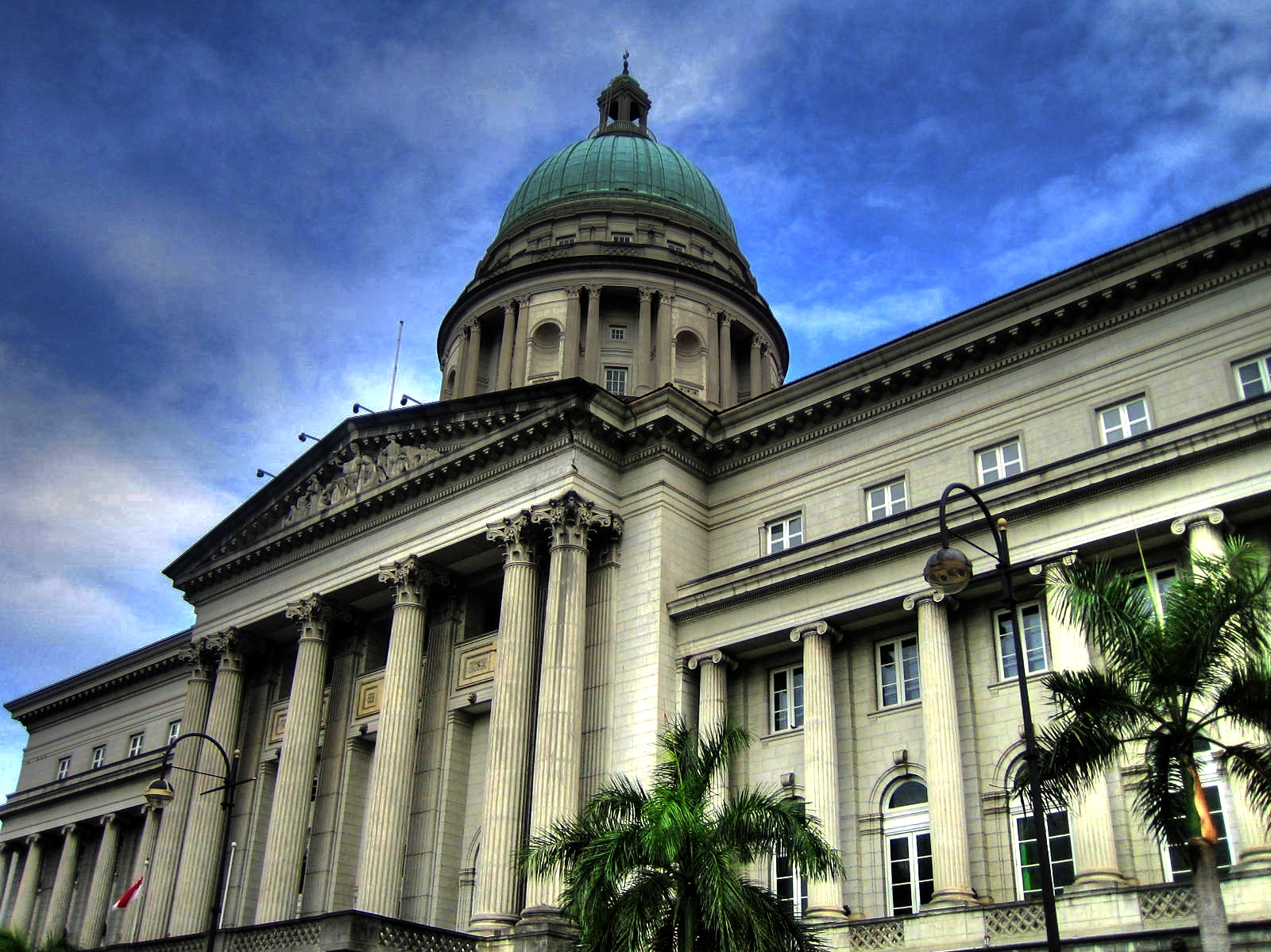

صدر حكم قضية تشان هيانج لينج كولين ضد المدعي العام عن المحكمة العليا في سنغافورة عام 1994 بأمر من رئيس المحكمة العليا يونغ بونغ الذي أقرَّ شرعية تلك الأوامر الصادرة عن الحكومة بإلغاء تسجيل مجموعة شهود يهوه السنغافورية بموجب قانون المجتمعات (الفصل 311- 1985) وحظر الأعمال التي نشرتها جمعية ووتشتاور للكتاب المقدس والكراسات («WTBTS») باعتبارها أعمالًا «غير مرغوب فيها» وفقًا لقانون المنشورات (الفصل 338- 1985، وحاليًا الفصل 338- 1998)؛ إذ اعتبرت المحكمة أنّ الحكومة لم تنتهك بذلك الحق في حرية الدين المكفولة بموجب المادة 15(1) من دستور سنغافورة، وقالت إن دستورية الأوامر مُفتَرضة، وأن المستأنفين يتحملون عبء إثبات عدم دستورية الأوامر أو مخالفتها الشديدة للقانون.
صدرت الأوامر بسبب رفض شهود يهوه أداء الخدمة الوطنية؛ الأمر الذي اعتبرته الحكومة مخالفةً للسلام العام والرفاهية والنظام الجيد، وفي هذا الصدد لم تستطع المحكمة أن تشكك في رأي الحكومة. كانت الأوامر إذًا متعلقة بالنظام العام، وبالتالي اعتُبرت استثناء من حرية الدين المنصوص عليها في المادة 15(4). أكدت المحكمة أيضًا أن أي معتقد أو ممارسة دينية تنتهك سيادة سنغافورة وسلامتها ووحدتها يجب تقييدها، وفي مقاربتها للقضية، اتبعت المحكمة العليا نهج «الجدران الأربعة» لتفسير الدستور، ورفضت دراسة السوابق القضائية الأجنبية. يوجد انتقاد أكاديمي للمحكمة بسبب تفسيرها الواسع للمصلحة العامة، وبسبب عدم موازنتها بين الحريات الأساسية للمستأنفين وبين المصلحة العامة.
لم ترَ المحكمة العليا أن أوامر الحكومة كانت غير عقلانية أو غير مناسبة. كان الأمر الذي يحظر جميع منشورات جمعية ووتشتاور معقولًا؛ فمن المستحيل إداريًا مراقبة وضبط جميع المنشورات إلا عن طريق الحظر الشامل. أما بالنسبة لأمر إلغاء التسجيل، فقد قبلت المحكمة أن رفض شهود يهوه أداء الخدمة الوطنية يمس بالأمن القومي، وبذلك يكون إلغاء تسجيلهم لمصلحة النظام العام. أشارت المحكمة إلى أن القانون الإداري لسنغافورة لا يرى التناسب (بين العقوبة والجرم) سببًا كافيًا للمراجعة القضائية.
جادل المستأنفون بأن العدالة الطبيعية قد خرقت بسبب عدم إخبارهم بالأمر قبل صدور الحكم. قالت المحكمة العليا أن وضع المصلحة العامة الحرج يقتضي تعديل قوانين العدالة الطبيعية، وذلك حتى في المحاكم الإنجليزية؛ قضت محكمة الاستئناف في قضية عام 1977 في إنجلترا وويلز، أن مبدأ سماع الجانب الآخر غير ضروري عندما تهدد قضية ما المصلحة العامة.

## حقائق
رفض أتباع طائفة شهود يهوه المسيحية الانخراط في أي ممارسة سياسية أو وطنية كتحية العلم أو أداء الخدمة الوطنية؛ الأمر الذي اعتبرته الحكومة ضارًا بالمصلحة العامة والنظام السنغافوري. أصدرت الحكومة على هذا الأساس أمرين في 14 يناير عام 1972 للتعامل مع التهديد المتوقع للنظام العام؛ كان الأول عبارة عن إخطار باستخدام الجريدة الرسمية رقم 123 لعام 1972 («الأمر 123») من قبل وزير الثقافة وفقًا للمادة 3 من قانون المنشورات غير المرغوب فيها لحظر الأعمال المنشورة من قبل جمعية ووتشتاور للكتب والكراسات المقدسة، وهي الجمعية الرئيسية التي يستخدمها شهود يهوه.
إضافة إلى ذلك، أمر إخطار الجريدة الرسمية رقم 179 لعام 1972 («الأمر 179») الصادر عن وزير الشؤون الداخلية بحل جمعية شهود يهوه في سنغافورة وفقًا لصلاحياته بموجب المادة 24(1) من قانون الجمعيات.
صادرت الشرطة في2  يوليو عام 1992 منشورات من جمعية شهود يهوه؛ تبين أن 13 منشورًا منها محظور بموجب الأمر 123. وبذلك توجهت التهم إلى الجمعية بموجب الأمر 123 لحيازتهم المنشورات المحظورة، وهي جريمة يعاقب عليها القانون بموجب المادة 4 (2).

## قرار قاضي المحاكمة
عُرضت القضية لأول مرة في المحكمة المحلية، وفيها اعترض المستأنفون معتبرين أن الأمر 123 يتجاوز صلاحيات الاتحاد البرلماني الدولي ويخالف المادة 15(1) من دستور سنغافورة التي تنص على الحق في حرية الدين. رفض قاضي المحاكمة الاعتراض الأولي، واعتبر أن الأمر 123 صالحًا ودستوريًا؛ فالأمر يتعلق بالمصلحة العامة ومسموح به بموجب المادة 3(1). تبعًا لذلك، أُدين المستأنفون لحيازتهم منشوراتٍ محظورة، ولكن الأمر لم يقف عند هذا الحد، إذ لجأت الجمعية إلى المحكمة العليا متحديةً قرار قاضي المحاكمة الأولى.

### الآثار الاجتماعية للقضية
أشارت منظمة العفو الدولية إلى احتمالية أن يمثل شهود يهوه تهديدًا للنظام العام والسلام في سنغافورة، وأنهم قد يخضعون للسجن والغرامات بسبب رفضهم أداء الخدمة الوطنية وتوزيع المنشورات المحظورة.
يعيش شهود يهوه نتيجةً لذلك تحت «خوف دائم من التعرض للاعتقال، وفقدان وظائفهم، وعدم الحصول على تراخيص عمل أو شقق حكومية، والخوف من أن يواجه أطفالهم مشاكلًا في المدرسة». ومع ذلك، فقد تم التأكيد على أن الأديان ذات العقيدة السلمية لا تخضع للعنف الذي تلقاه العقائد المرتبطة بتهديد السلام العام.
أثناء المراجعة الثانية لمشروع قانون الحفاظ على الوئام الديني (الذي صدر لاحقًا باعتباره قانونًا للحفاظ على الوئام الديني) في البرلمان في 23 فبراير عام 1990، قال لي هسين لونج -وزير التجارة والصناعة ووزير الدفاع الثاني (الخدمات) حينها -أن شهود يهوه يعترضون على الخدمة الوطنية المسلحة كمسألة ضميرية بسبب إيمانهم، ولكن سنغافورة لا يمكن أن تقبل الاستنكاف الضميري لأن هذا سيقودنا إلى منحدر زلق؛ سيعترض المزيد من الأفراد على الخدمة الوطنية اعتمادًا على أساس ديني و أسباب ضميرية، وهذا سيؤدي إلى انهيار نظام الخدمة الوطنية كاملًا.
قيل بأن شهود يهوه لا يعارضون فكرة الخدمة الوطنية بحد ذاتها، بل يعارضون فكرة الخدمة العسكرية المسلحة. علق ثيو لي آن أنه قد يكون من الممكن إداريًا استحداث خدمة وطنية غير عسكرية لجماعة شهود يهوه، وهذا مقبول لأن عددهم قليل.